# 种族融合校车

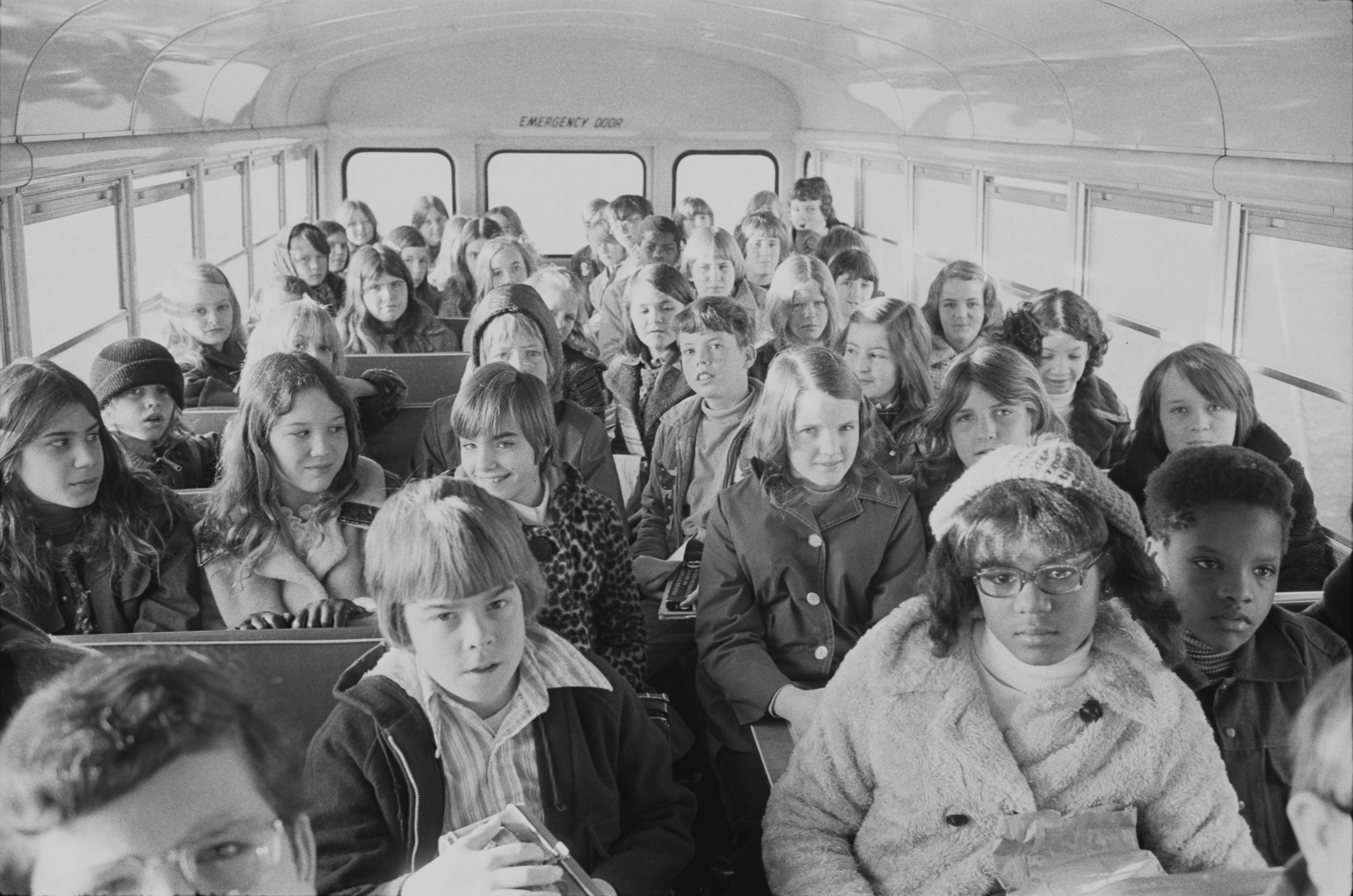
种族融合校车

种族融合校车是美國為了讓該國學校的種族多元化而采取的措施，目的是讓不同學區內的學生前往其他學區和其他種族的學生一起讀書。
1954年，美国最高法院在布朗訴托皮卡教育局案中作出判决，宣布公立學校的种族隔离政策违宪，但许多美国学校仍然拒絕招收其他種族的學生。为了讓学校的學生種族多元化，1971年最高法院鼓勵讓多個種族的學生共坐一輛校车，即种族融合校车。 
种族融合校车政策遭到了白人和黑人的强烈反对，  結果許多白人離開原本的居住地，即白人群飞。 